# Armstedt
Armstedt è un comune di 398 abitanti dello Schleswig-Holstein, in Germania.
Appartiene al circondario (Kreis) di Segeberg (targa SE) ed è parte della comunità amministrativa (Amt) di Bad Bramstedt-Land.

## Storia

### Simboli
Nello stemma, adottato nel 1985, sono raffigurati tre elementi che caratterizzano il comune. Lo scaglione si riferisce al nome del paese riproducendo la forma di un braccio piegato, in tedesco arm; non è certo se il toponimo si riferisca ad una curva della strada. L'upupa era un uccello tipico dei dintorni paludosi di Armstedt, scomparso a seguito della bonifica delle pianure. Le fiamme nel capo dello scudo sono da intendersi come il simbolo delle molteplici traversie alle quali gli abitanti di Armstedt sono stati spesso sottoposti in passato e per la solidarietà che hanno dimostrato.